# Гиллетт, Аден
Аден Гиллетт (англ. Aden Gillett; род. 8 ноября 1958, Аден, Йемен) — английский актёр, наиболее известный по роли Джека Мэдокса в телесериале «Дом сестёр Эллиотт».

## Биография
Аден Гиллетт родился в Адене (Йемен), в честь которого получил своё имя. Посещал Elizabeth College, Guernsey, обучался актёрскому мастерству в Королевской академии драматического искусства. Удостоен нескольких наград и премий, включая Tree Prize, Sir Emile Littler Prize, Vanbrugh Prize и the Radio Prize. Обладатель американской премии «Театральный мир» в номинации Лучший дебют на Бродвее за роль в «Звонок инспектора» (англ. An Inspector Calls) в театре Бернард Б. Джекобс.
Он сыграл роль мистера Бэнкса в мюзиклах «Мери Поппинс» и Бенедикта в «Много шума из ничего». Появлялся в фильмах «Воришки» (1997) и «Приговор» (1999).
Гиллет выступает в Королевском театре Бата, играя роли в шекспировских постановках и других классиков, включая «Антоний и Клеопатра», «Как вам это понравится», «Буря». Также сыграл в «Весёлом привидении» и «Частных жизнях» Ноэла Кауарда, в «Человеке и сверхчеловеке» Бернарда Шоу.
На экране появился в роли Робина Гуда в телесериале «Айвенго» (1997), в роли Питера Таунсенда — запретного возлюбленного принцессы Маргарет — в фильме «Сестра королевы» (2005).
Гиллетт в 2004 году стал автором документального фильма канала Discovery «Кто предал Анну Франк» (Who Betrayed Anne Frank). В фильме по найденным доказательствам Кэрол Энн Ли рассказывается о человеке, который раскрыл гестапо местоположение семьи Франк.
С декабря 2018 по январь 2019 года он играл роль Скруджа из «Рождественской песни» Диккенса в Королевском шекспировском театре Стратфорд-апон-Эйвона.
Состоял в браке с актрисой Сарой Стюарт, от которой у него двое детей.

## Фильмография
| Год  |    | Русское название     | Оригинальное название   | Роль                     |
| ---- | -- | -------------------- | ----------------------- | ------------------------ |
| 1997 | ф  | Воришки              | The Borrowers           | Джо Лэндер               |
| 1999 | с  | Безмолвный свидетель | Silent Witness          | инспектор Стюарт Лайтфут |
| 1999 | ф  | Приговор             | The Winslow Boy         | Джон Уотерхаус           |
| 2000 | ф  | Тень вампира         | Shadow of the Vampire   | Хенрик Галеен            |
| 2003 | тф | Поллианна            | Pollyanna               | доктор Чилтон            |
| 2014 | с  | Льюис                | Lewis                   | Том Марстон              |
| 2017 | ф  | Иностранец           | The Foreigner           | Росс                     |
| 2019 | тф | Брексит              | Brexit: The Uncivil War | Роберт Мерсер            |
| 2019 | с  | Корона               | The Crown               | Ричард Кроссман          |